# موزه هنرهای زیبای بیلبائو
موزه هنرهای زیبای بیلبائو (به اسپانیایی: Museo de Bellas Artes de Bilbao)، یک موزه هنری در شهر بیلبائو، اسپانیا است. این موزه پس از موزه گوگنهایم بیلبائو، بزرگ‌ترین موزه در منطقهٔ خودمختار باسک است.

## نمونهٔ آثار

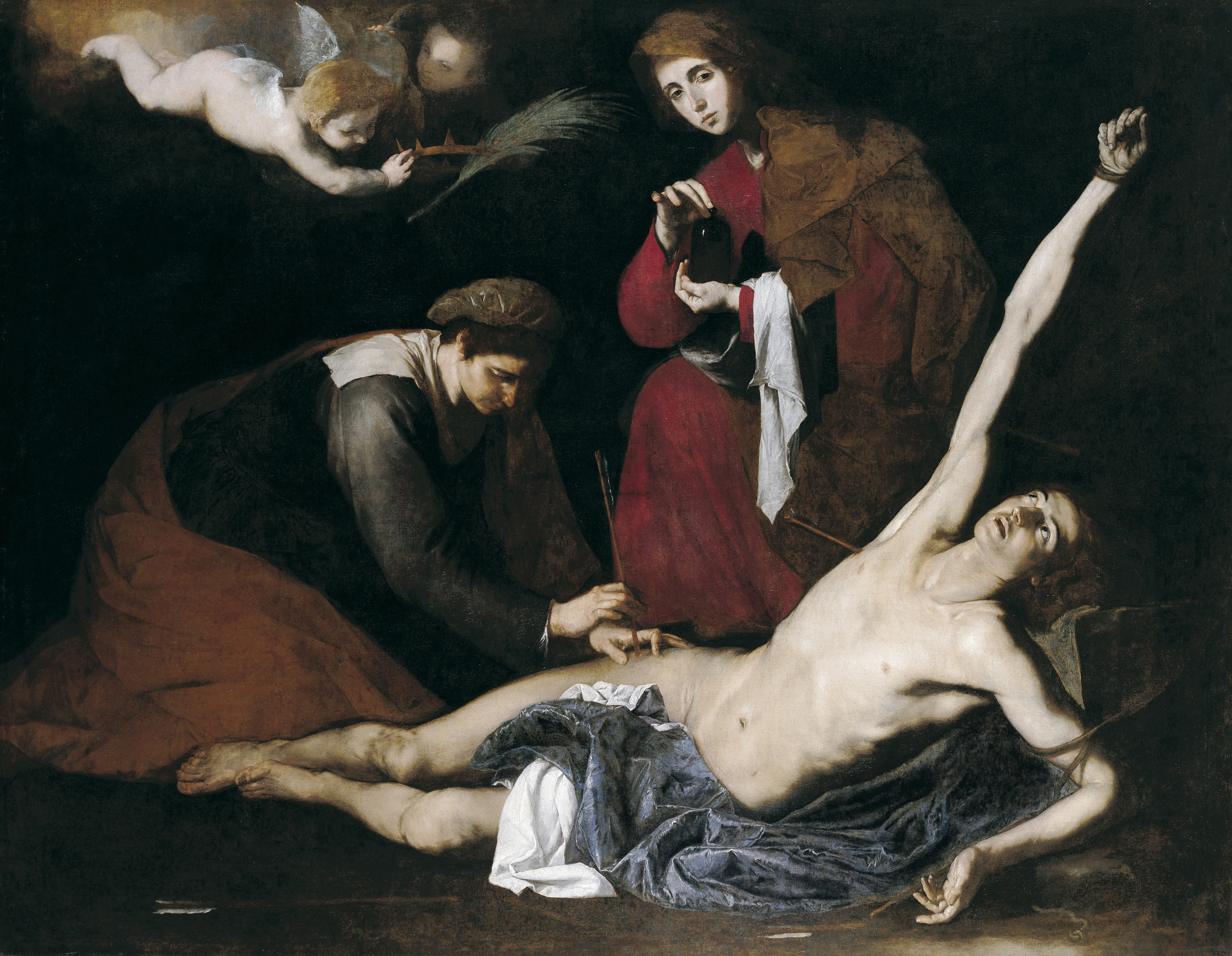
درمان سنت سباستین توسط زنان مقدس ۱۶۲۱ م. اثر جوزپه د ریبرا
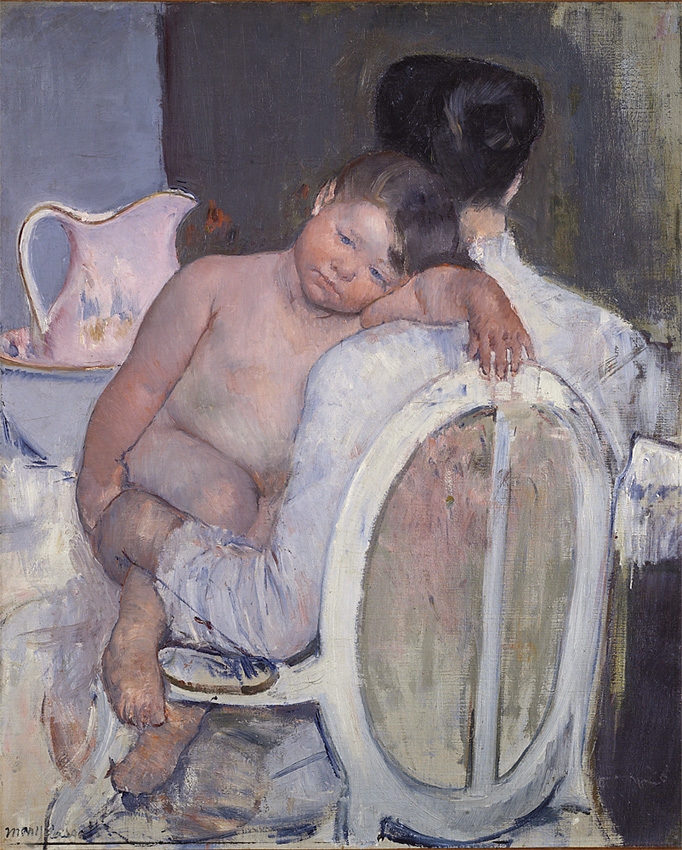
زنی نشسته با کودکی در آغوش ۱۸۹۰ م. اثر مِری کِسات
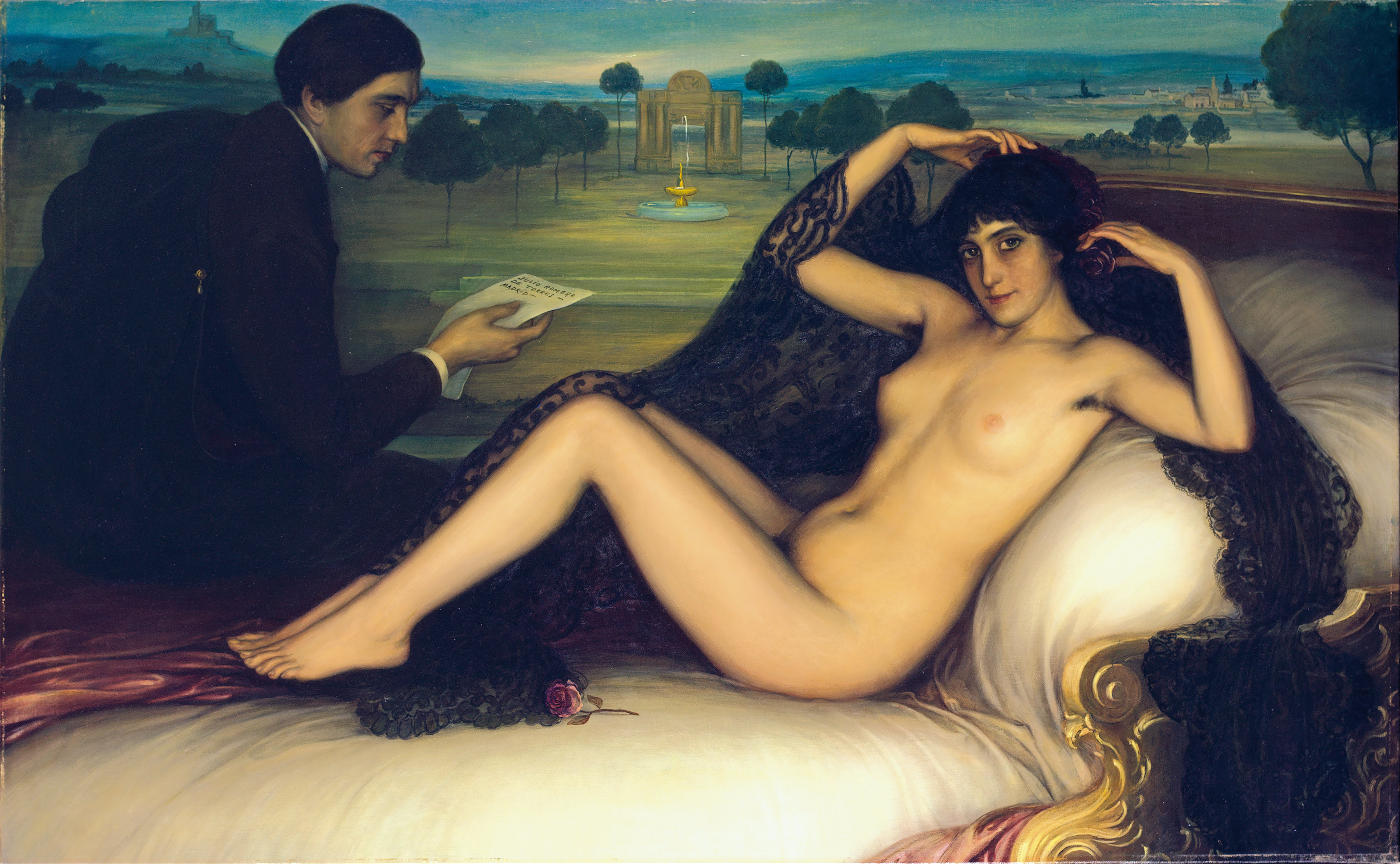
ونوس شعر (در امانت موزه) ۱۹۱۳ م. اثر خولیو رومرو د تورس
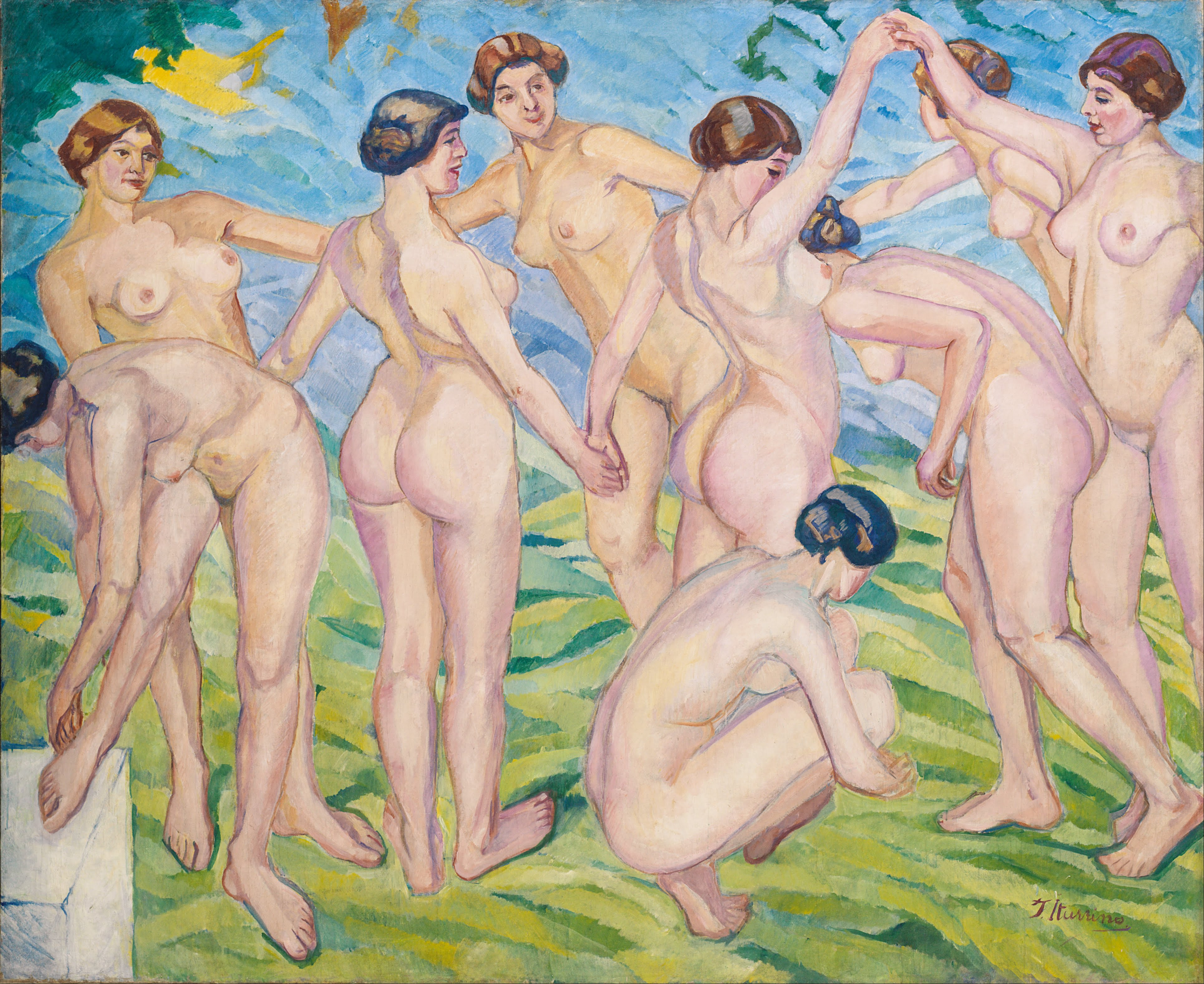
رقصندگان برهنه ۱۹۱۶ الی ۱۹۱۸ م. اثر فرانسیسکو ایتورینو
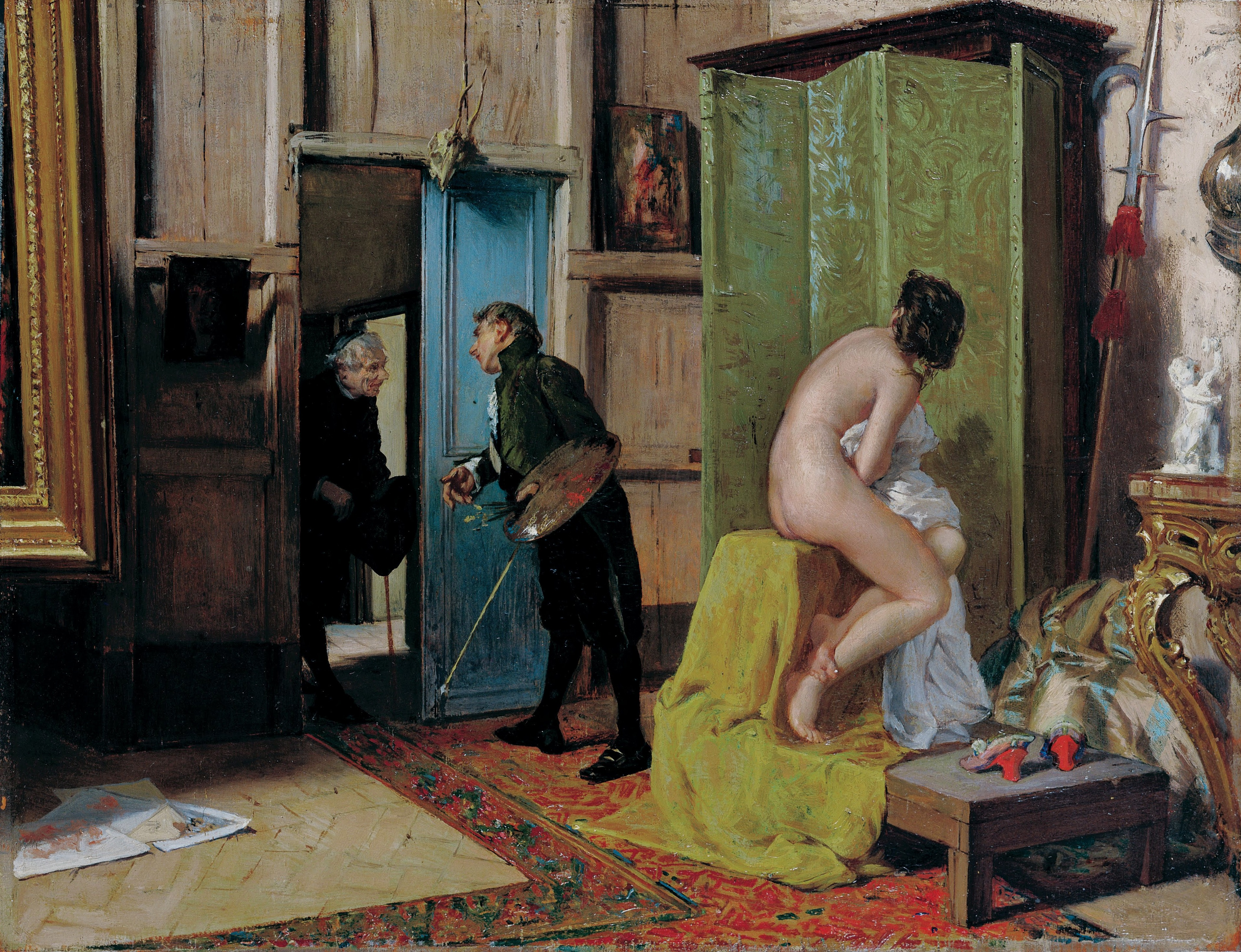
زمان نامناسب حوالی ۱۸۶۸ م. اثر ادواردو زاماکو ای زابالا
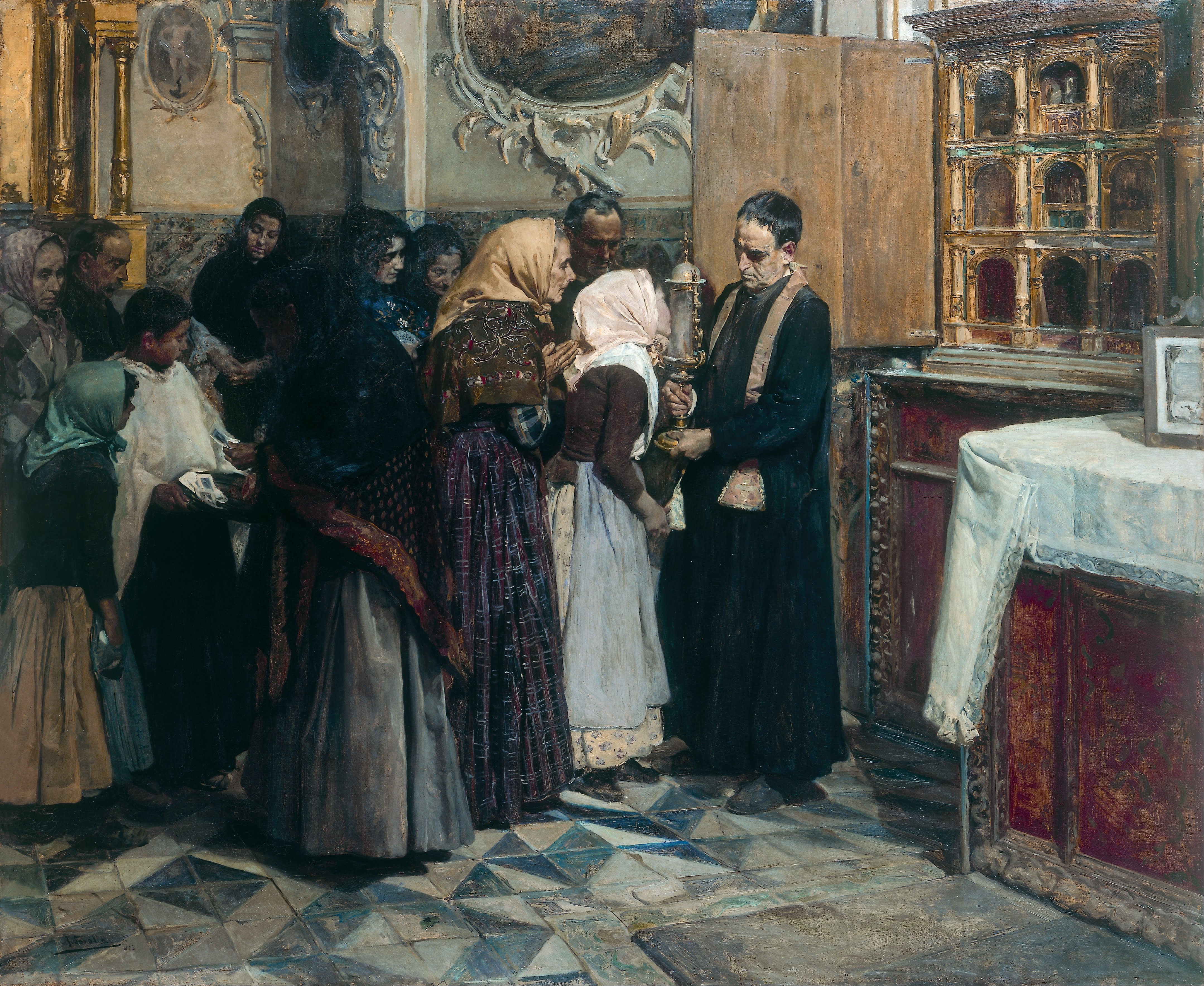
بوسه بر یادگار مقدس ۱۸۹۳ م. اثر خواکین سورولا
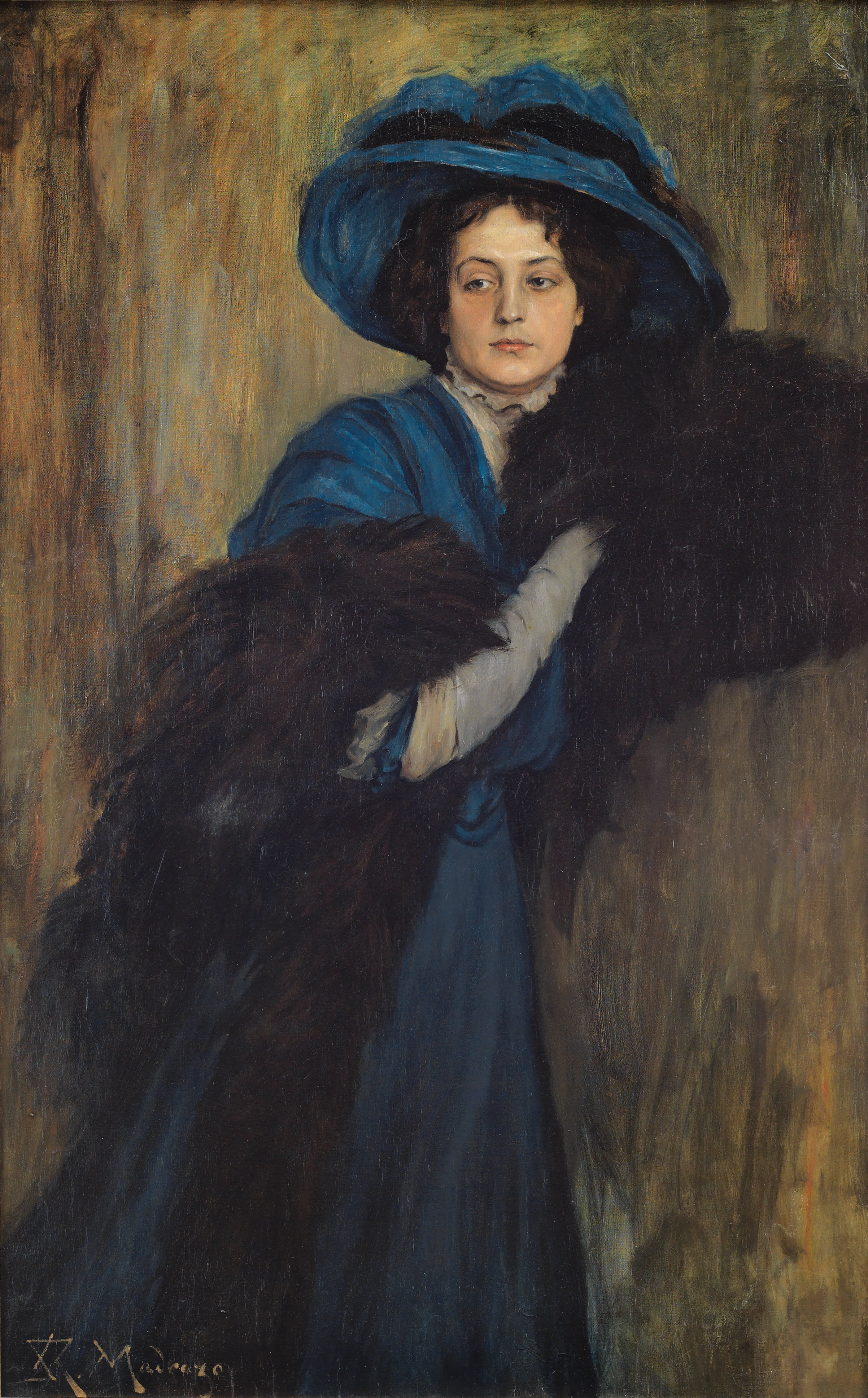
بانویی در لباس آبی
بین سال‌های ۱۸۹۷ و ۱۹۰۵ م.
اثر ریموندو د مادرازو ی گارتا